# Wilhelm Herbig

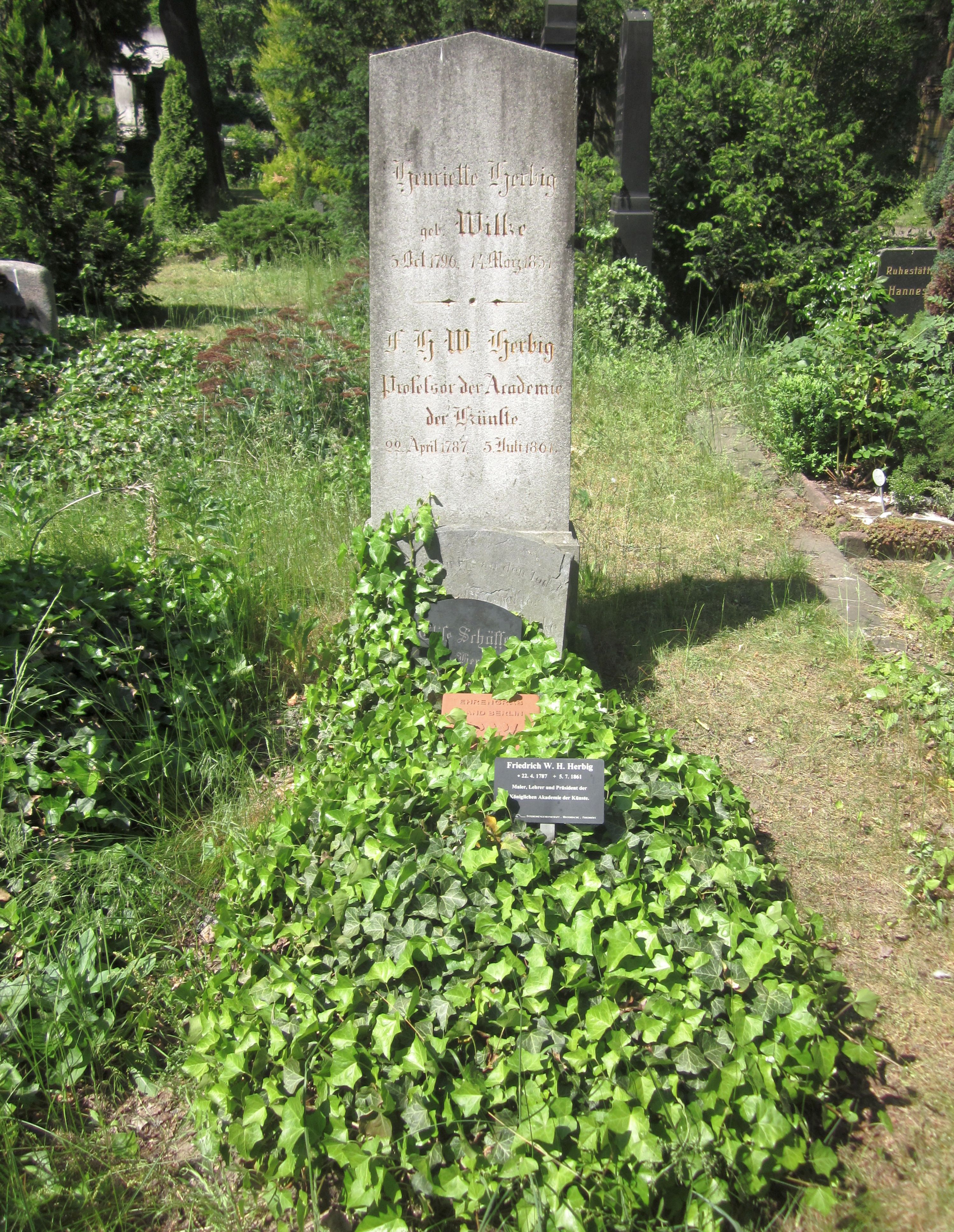
Tombe de Wilhelm Herbig.

Friedrich Wilhelm Heinrich Herbig (* 23 avril 1788 à Potsdam; † 5 juillet 1861 à Berlin) est un artiste peintre prussien.

## Vie et œuvre

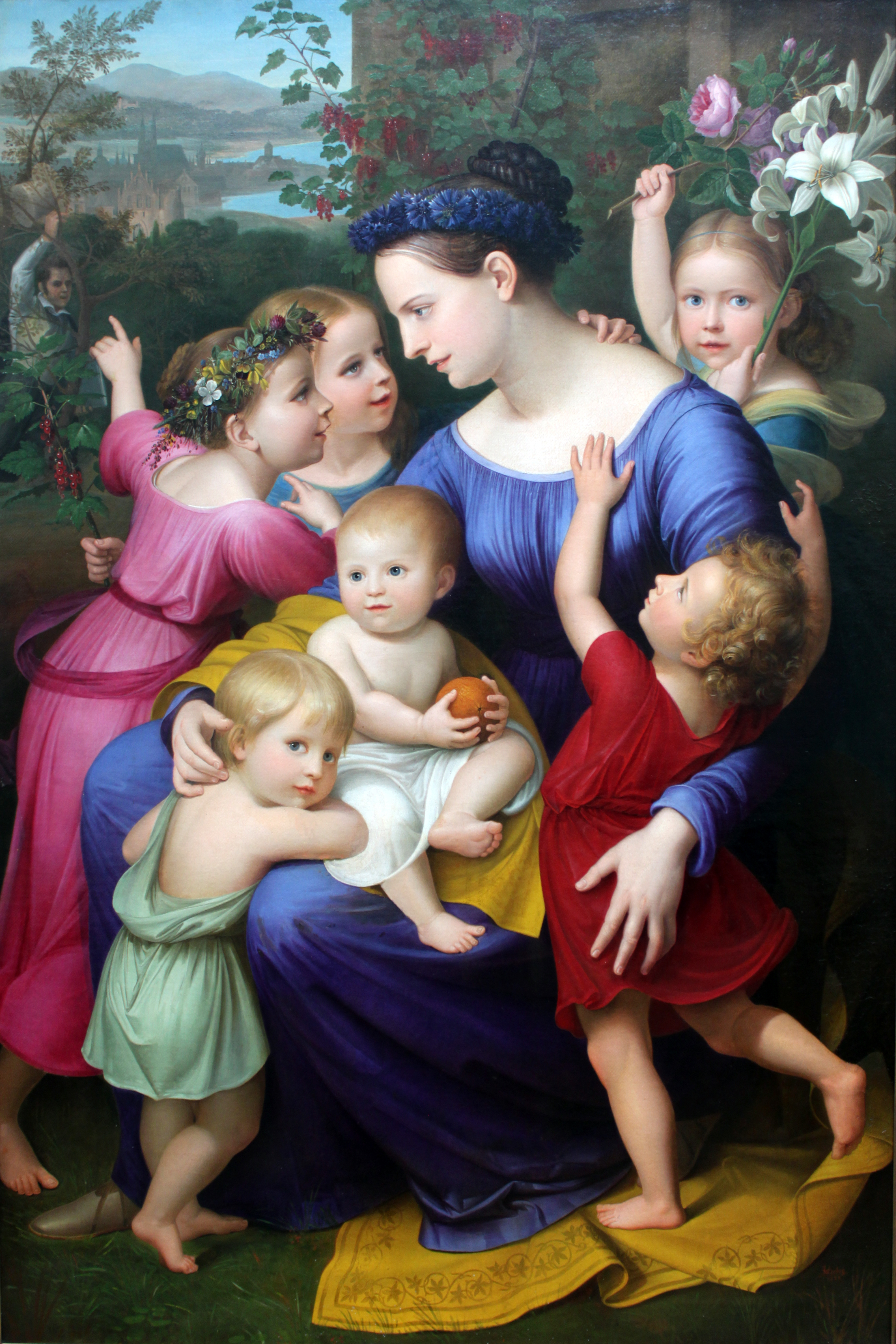
La famille de l'artiste, 1824.

Wilhelm Herbig est fils du violoncelliste et musicien de chambre prusse Friedrich Herbig (1754–1832) et frère de l'éditeur et libraire Friedrich August Herbig (de). À Potsdam, il est élève de Christoph Franz Hillner, mais il doit la majeure partie de sa formation artistique à son ami le peintre Carl Kolbe (de).
Herbig participe à la campagne d'Allemagne en 1813, perçue comme guerre de libération (Freiheitskrieg), en tant qu'engagé volontaire dans un régiment de chasseurs. Il devient célèbre comme artiste par les scènes de batailles peintes pour le roi de Prusse. Il tombe malade pendant la bataille de Dresde du 26 août 1813 à cause des efforts consentis, et est transporté à Prague. Après sa convalescence, Herbig quitte l'armée à cause de sa santé affaiblie.
Wilhelm Herbig appartient au groupe de jeunes peintres de cette période dont les sentiments pour les évènements historiques se manifestent dans des portraits de chefs de guerre vénérés. De plus, il traite de thèmes religieux et pratique la peinture de genre. Il est connu pour son autoportrait plutôt sobre, ainsi que pour le tableau de sa femme avec leurs six enfants qui est plutôt dans le style d'harmonie de la période Biedermeier.
De 1822 à 1861, Herbig est membre de l'académie prussienne des arts de Berlin. Après la mort de Johann Gottfried Schadow il en devient le sous-directeur.
La tombe de Herbig, un Ehrengrab du Land de Berlin, se trouve au Friedhof II der Jerusalems- und Neuen Kirche dans le quartier de Berlin-Kreuzberg.